# Exochus melanius
Exochus melanius là một loài tò vò trong họ Ichneumonidae.